# Tio Sam

Cartaz mostrando o Tio Sam, na Primeira Guerra Mundial, ilustrado por James Flagg em 1917.

Tio Sam (do inglês Uncle Sam) é a personificação nacional dos Estados Unidos e um dos símbolos nacionais mais famosos do mundo. O nome Tio Sam foi usado primeiramente durante a Guerra anglo-americana de 1812, mas só foi desenhado em 1870.
Ele é geralmente representado como um senhor de autêntica fisionomia rígida com cabelos brancos e barbicha. Há fontes que veem uma semelhança do rosto de Tio Sam com o do presidente Andrew Jackson, outras com o do presidente Abraham Lincoln. O Tio Sam é representado vestido com as cores e elementos da bandeira norte-americana - por exemplo, uma cartola com listras vermelhas e brancas e estrelas brancas num fundo azul, e calças vermelhas e azuis listradas.[carece de fontes?]

## Origem
Seu primeiro uso data da Guerra de 1812, e sua primeira ilustração data de 1870.
Com o passar do tempo o apelido tornou-se cada vez mais popular, até que a revista americana Punch o batizou como símbolo estadunidense. O folclore diz que o Tio Sam foi criado por soldados americanos no norte de Nova Iorque, que recebiam barris de carne com as iniciais U.S. (de United States, que significa "Estados Unidos" em português) estampadas. Os soldados teriam brincado, dizendo que as iniciais significariam Uncle Sam ("Tio Sam"), uma referência ao dono da companhia fornecedora da carne, Samuel Wilson, de Troy, estado de Nova Iorque. O Congresso dos Estados Unidos reconheceu Samuel Wilson como inspirador da figura do Tio Sam em 1961.
O Tio Sam é mencionado na literatura pela primeira vez em 1816, no livro alegórico The Adventures of Uncle Sam in Search After His Lost Honor, de autoria de Frederick Augustus Fidfaddy, e também faz referência a Samuel Wilson. [carece de fontes?]
Há também uma referência ao "Uncle Sam" no livro da história  da cidade de Lyndeborough, New Hampshire,(1735-1905) quando se fala de Samuel Jones, dizendo que "foi um amigo e um camarada de todos, especialmente a camada mais  jovem, "...sempre genial, alegre, gentil e solidário com todos e era um prazer encontrá-lo."
Em 1870, o cartunista Thomas Nast fez o desenho de Tio Sam baseado no rosto de Abraham Lincoln.[carece de fontes?]

## O cartaz "I Want You"
Em 1917, o artista James Flagg desenhou-o em um cartaz com o dedo em riste e com a frase "I Want You for U.S. Army" ("Eu Quero Você para o Exército dos EUA"), encomendado pelas Forças Armadas dos Estados Unidos, que recrutava soldados para a Primeira Guerra Mundial. Este poster foi inspirado pelo cartaz de Lord Kitchner, feito três anos antes do Tio Sam. Kitchener era o Secretário de Guerra da Grã-Bretanha quando estourou o conflito.